# Eurovision — Australia Decides
 «Євробачення — Австралія вирішує» — щорічний пісенний конкурс, організований Австралійською організацією глядацького телерадіомовлення службою Special Broadcasting Service (SBS) і партнером по виробництву Blink TV. Він визначає представника країни на Пісенному конкурсі Євробачення з 2019 року. 

## Австралія на «Євробаченні»
Все почалося у 2015 році, коли Гай Себастіан став першим в історії виконавцем, який представляв Австралію на конкурсі. Його пісня «Tonight Again» посіла 5-е місце. Наступного року на конкурсі країну представила співачка Дамі Ім з піснею «Sound of Silence», де посіла друге місце. У 2017 році Ісая представив Австралію у Києві з піснею «Don’t Come Easy». Він посів дев'яте місце у ґранд-фіналі конкурсу. У 2018 році країну представила Джессіка Маубой. Вона заспівала пісню «We Got Love» на сцені в Лісабоні та дісталася 20-го місця у ґранд-фіналі. Наступного року Австралію представила співачка Кейт Міллер-Гайдке, яка перемогла на «Євробачення — Австралія вирішує». Вона заспівала «Zero Gravity» і посіла 9-е місце у ґранд-фіналі.
Учасницею від Австралії на Євробаченні 2020 року повинна була стати Монтень, що також перемогла на відборі. Проте конкурс був скасований через пандемію COVID-19. Співачка стала представницею Австралії наступного року в Роттердамі, де не змогла кваліфікуватися до фіналу та посіла 34-те місце.

## Формат
Для національного відбору на Євробачення проводяться два шоу. Під час спеціального шоу голосують члени журі. Під час телевізійного фіналу в суботу голосують глядачі Австралії. Глядацьке голосування складає половину від загального числа голосів. Фіналіст відбору із найбільшою кількістю балів буде обраний для представлення Австралії на пісенному конкурсі. 

## Переможці
| Рік  | Пісня            | Виконавець         | Місце на Євробаченні    |
| ---- | ---------------- | ------------------ | ----------------------- |
| 2019 | «Zero Gravity»   | Кейт Міллер-Гайдке | 9-е                     |
| 2020 | «Don't Break Me» | Монтень            | Конкурс скасовано       |
| 2021 | «Techicolour»    | Монтень            | 34-е (14-е у півфіналі) |

## Учасники

### 2019
| №  | Виконавець         | Пісня                 | Переклад             | Бали | Бали    | Бали   | Місце |
| №  | Виконавець         | Пісня                 | Переклад             | Журі | Глядачі | Всього | Місце |
| -- | ------------------ | --------------------- | -------------------- | ---- | ------- | ------ | ----- |
| 1  | Елла Хупер         | «Data Dust»           | «Пил даних»          | 12   | 6       | 18     | 10    |
| 2  | Electric Fields    | «2000 and Whatever»   | «2000 і що завгодно» | 44   | 70      | 114    | 2     |
| 3  | Марк Вінсент       | «This Is Not the End» | «Це ще не кінець»    | 19   | 19      | 38     | 7     |
| 4  | Айдан              | «Dust»                | «Пил»                | 38   | 10      | 48     | 6     |
| 5  | Кортні Акт         | «Fight for Love»      | «Боротьба за любов»  | 26   | 26      | 52     | 4     |
| 6  | Лія Нанос          | «Set Me Free»         | «Звільни мене»       | 10   | 11      | 21     | 9     |
| 7  | Sheppard           | «On My Way»           | «На моєму шляху»     | 41   | 46      | 87     | 3     |
| 8  | Альфі Аркурі       | «To Myself»           | «До себе»            | 35   | 14      | 49     | 5     |
| 9  | Кейт Міллер-Гайдке | «Zero Gravity»        | «Нульова гравітація» | 48   | 87      | 135    | 1     |
| 10 | Таня Доко          | «Piece of Me»         | «Частина мене»       | 17   | 6       | 23     | 8     |

### 2020
| №  | Виконавець      | Пісня                  | Переклад                      | Бали | Бали    | Бали   | Місце |
| №  | Виконавець      | Пісня                  | Переклад                      | Журі | Глядачі | Всього | Місце |
| -- | --------------- | ---------------------- | ----------------------------- | ---- | ------- | ------ | ----- |
| 1  | iOTA            | «Life»                 | «Життя»                       | 19   | 13      | 32     | 9     |
| 2  | Джордан Раві    | «Pushing Stars»        | «Долаючи зірки»               | 11   | 12      | 23     | 10    |
| 3  | Ягуар Йонзе     | «Rabbit Hole»          | «Кроляча нора»                | 18   | 28      | 46     | 6     |
| 4  | Джек Відген     | «I Am King I Am Queen» | «Я — король, я — королева»    | 19   | 15      | 34     | 8     |
| 5  | Ванесса Аморозі | «Lessons of Love»      | «Уроки кохання»               | 42   | 40      | 82     | 3     |
| 6  | Діана Рувас     | «Can We Make Heaven»   | «Чи можемо ми зробити Небеса» | 24   | 18      | 42     | 7     |
| 7  | Мітч Тамбо      | «Together»             | «Разом»                       | 24   | 33      | 57     | 5     |
| 8  | Кейсі Донован   | «Proud»                | «Горда»                       | 40   | 60      | 100    | 2     |
| 9  | Монтень         | «Don't Break Me»       | «Не ламай мене»               | 54   | 53      | 107    | 1     |
| 10 | Didirri         | «Raw Stuff»            | «Сирі речі»                   | 39   | 24      | 63     | 4     |